# Self Preserved While the Bodies Float Up
Self Preserved While the Bodies Float Up — четвёртый и последний студийный альбом британской группы Oceansize. Запись вышла в сентябре 2010 года на лейбле Superball Music.

## Список композиций
Музыка написана Oceansize, тексты — Майком Веннартом.
1. «Part Cardiac» — 4:10
2. «SuperImposer» — 4:14
3. «Build Us a Rocket Then…» — 3:59
4. «Oscar Acceptance Speech» — 8:54
5. «Ransoms» — 4:07
6. «A Penny’s Weight» — 3:37
7. «Silent/Transparent» — 8:29
8. «It’s My Tail and I’ll Chase It If I Want To» — 3:35
9. «Pine» — 4:55
10. «SuperImposter» — 5:26
11. «Cloak» (только в специальном издании) — 3:41

## Участники записи

### Oceansize
- Майк Веннарт — вокал, гитара, бас-гитара
- Стив Дароуз — гитара, бэк-вокал
- Стивен Ходсон — бас-гитара, клавишные, гитара
- Гэмблер — гитара, клавишные
- Марк Хирон — ударные, перкуссия

### Приглашённые музыканты
- Клер Леммон — бэк-вокал на треках «SuperImposer» и «A Penny’s Weight»
- Саймон Нил — бэк-вокал на треке «It’s My Tail and I’ll Chase It If I Want To»
- Симэй Ву — виолончель
- Хелен Тонг — скрипка

### Запись
- Oceansize — продюсирование
- Стив Дароуз — инженеринг
- Крис Шелдон — сведение
- Шон Мэги — мастеринг

### Оформление
- Томми Дэвидсон — оформление обложки